# Protoavis
Protoavis és un gènere de saurisqui que visqué a principis del Triàsic de Texas. És un fòssil molt polèmic car la seva validesa taxonòmica està disputada, i si realment hagués existit, es tractaria de l'ocell més antic, molt abans que l'Arqueòpterix.